# Windowbox

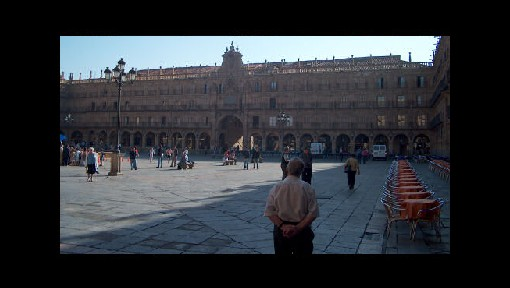
Typisches Erscheinungsbild einer Windowbox

Als Windowbox wird ein Phänomen bezeichnet, das beim Anpassen eines Films oder eines Videosignals auf ein bestimmtes Seitenverhältnis auftreten kann. Dabei wird das Filmbild von allen Seiten von einem dicken, meist schwarzen Balken umgeben. Da eine Windowbox viel Bildfläche "verschwendet" und bei digitalen Signalen zusätzlich eine Verringerung der Videoauflösung durch Skalierung mit sich bringt, wird seitens der Filmemacher und Gerätehersteller versucht, das Auftreten dieses Phänomens möglichst zu verhindern.

## Entstehung
Eine Windowbox entsteht, wenn ein Film oder ein Videosignal mehrmals nacheinander an ein fremdes Seitenverhältnis angepasst wird; wodurch sich die jeweils angebrachten Ränder zu einem dicken Rahmen zusammensetzen. Ein typisches Beispiel ist die Umwandlung vom Bildformat 16:9 zu 4:3 mit anschließender Rückverwandlung zu 16:9. Wird Material in 16:9 an eine Bildfläche in 4:3 angepasst, werden oben- und unterhalb der Einzelbilder schwarze Ränder angebracht (Letterbox). Wird das Ergebnis am Ende dann doch in 16:9 wiedergegeben, müssen nun links und rechts Ränder angebracht werden (Pillarbox). Da als Folge dessen die Einzelbilder nun horizontal wie auch vertikal mit schwarzen Rändern "ergänzt" wurden, entsteht die anfangs beschriebene schwarze Umrahmung.

## Behebung
Es kann versucht werden, die Windowbox künstlich zu entfernen; eine vollständige "Befreiung" des ursprünglichen Bildes ohne einen daraus resultierenden Qualitätsverlust ist jedoch nicht möglich. Der verbreitetste Weg ist eine Skalierung. Analoge Filme können direkt bei der Projektion vergrößert werden. Bei digitalen Videosignalen werden die Einzelbilder skaliert und zugeschnitten, so dass die Windowbox nicht mehr auf der Bildfläche auftaucht und das Video theoretisch wieder in seiner ursprünglichen Größe erscheint; dies führt jedoch zu starken Artefakten. Manche Bildschirme haben eine Funktion integriert, welche solche Skalierungen ohne großen Aufwand ermöglicht.
Eine andere (digitale) Möglichkeit besteht darin, das tatsächliche Bildmaterial zu maskieren und im dadurch frei gewordenen Hintergrund einen alternativen Inhalt einzufügen. Häufig zu sehen ist etwa ein Duplikat des Bildinhaltes, welches vergrößert und mit einem Weichzeichnungsfilter verschwommen wurde. Bei dieser Vorgehensweise wird die Windowbox nicht wirklich entfernt, sondern viel mehr "umfunktioniert".

## Einsatz zu künstlerischen Zwecken
Im Bereich des 3D-Films kann mithilfe einer absichtlich kreierten Windowbox die Illusion erzeugt werden, dass gewisse Elemente aus der Leinwand oder dem Bildschirm "ausbrechen"; indem diese über den schwarzen Rand hinausragen.